# Janetiella tiliacea
Janetiella tiliacea är en tvåvingeart som först beskrevs av Ephraim Porter Felt 1907.  Janetiella tiliacea ingår i släktet Janetiella och familjen gallmyggor.
Artens utbredningsområde är New York. Inga underarter finns listade i Catalogue of Life.